# Нуклеоморф

Строение хлоропласта криптофит

Нуклеомо́рф, или нуклеомо́рфа (англ. Nucleomorph) — маленькое рудиментарное ядро, находящееся между внешней и внутренней парами мембран в пластидах криптофитовых и хлорарахниофитовых водорослей. Они получили нуклеоморфы независимо друг от друга: от зелёной водоросли в случае хлорарахниофитовых и от красной водоросли в случае криптофитовых водорослей. Нуклеоморфы представляют собой остатки ядер зелёной и красной водорослей, поглощённых более крупным эукариотом.   

## Строение
Нуклеоморф располагается в перипластидном пространстве хлоропласта между двумя парами мембран, из которых внутренняя пара имеет цианобактериальное происхождение, а наружные происходят от промежуточного симбионта и конечного хозяина. В перипластидном пространстве также находятся рибосомы 80S, рРНК которых кодируется геномом нуклеоморфа.

## Геном
Геномы нуклеоморфов — самые короткие и самые компактные эукариотические геномы. Их размер варьирует от 380—450 т. п. н. у хлорарахниофитовых до 450—845 т. п. н. у криптофитовых водорослей. По состоянию на 2017 год секвенированы геномы нуклеоморфов четырёх видов криптомонад и четырёх видов хлорарахниофитовых водорослей. Гены нуклеоморфа располагаются весьма компактно. Так, у криптофитовых водорослей на весь геном нуклеоморфа приходится от 0 до 24 интронов длиной не более 211 п. н. У хлорарахниофитовой водоросли Bigelowiella natans интронов существенно больше (852), но их длина составляет всего 18—21 п. н. В большинстве случаев гены расположены очень близко друг к другу, и расстояние между двумя генами немногим больше 100 п. н. Существует гипотеза, что синтения генов нуклеоморфов обусловлена их близким расположением: межгенное расстояние столь мало, что рекомбинация между соседними генами сильно затруднена.
Большинство генов, находящихся в геномах нуклеоморфов, относятся к числу генов домашнего хозяйства: их белковые продукты задействованы в транскрипции, трансляции, фолдинге и деградации белков, при этом количество генов цианобактериального происхождения невелико. Как уже говорилось выше, нуклеоморфы криптофитовых и хлорарахниофитовых водорослей возникли независимо, но их эволюция шла параллельно, причём и в том, и в другом случае весьма короткие, содержащие мало генов геномы представлены всего тремя хромосомами.
Не найдено однозначного ответа на вопрос: пойдёт ли редукция нуклеоморфов дальше, и если нуклеоморфы стабильны, то каковы их функции в клетках. Поначалу было показано, что размер нуклеоморфа постепенно уменьшается и в конце концов он полностью исчезнет. Впоследствии, однако, было установлено, что в целом гены нуклеоморфов мутируют реже, чем ядерные гены, при этом фотосинтетические гены хлорарахниофитовых водорослей мутировали значительно чаще, чем таковые у криптофитовых водорослей.
Было выдвинуто предположение, что большая часть белков нуклеоморфа закодирована в ядре, например, нуклеоморфные гистоны H2A и H2B. При этом гистоны H3 и H4 кодируются в геноме нуклеоморфа, таким образом, нуклеоморфная нуклеосома содержит белки, закодированные двумя геномами, и регулируется конечным хозяином.
Судя по имеющимся данным, большинство генов нуклеоморфа перешло в ядро или было утеряно в течение короткого промежутка времени, а не постепенно. Иными словами, редукция нуклеоморфа сначала шла быстро, а потом замедлилась. Причины этого замедления неясны; до сих пор не найдено выгод для клетки от наличия нуклеоморфа. Возможно, что полному исчезновению нуклеоморфа мешает его компактизация, так как очень короткие интроны его генов не приспособлены под ядерные сплайсосомы, а перенос генов осложняется очень маленькими промежутками между ними.
Гистоновый код генов нуклеоморфа также отличается от типичного для эукариот. Все компоненты гистонового кода, связанные с транскрипцией и репрессией генов, отсутствуют в нуклеоморфах хлорарахниофитовых водорослей. Гистоны криптомонад не так значительно отличаются от типичных эукариотических, однако и у криптомонад имеется ряд отличий от стандартного гистонового кода.